# Episodi di Dynasty (prima stagione)
La prima stagione della serie televisiva Dynasty è stata trasmessa per la prima volta negli Stati Uniti sulla ABC il 12 gennaio 1981 e si è conclusa il 20 aprile 1981.
In Italia è stata trasmessa per la prima volta su Rete 4 a partire dal 15 settembre 1982.
Il cliffhanger di fine stagione vede l'arrivo di una misteriosa donna - durante il processo contro Blake Carrington per l'assassinio di Ted Dinard - che Fallon dichiara essere sua madre.
| nº | Titolo originale             | Titolo italiano               | Prima TV USA     | Prima TV Italia   |
| -- | ---------------------------- | ----------------------------- | ---------------- | ----------------- |
| 1  | Oil - Part 1                 | Nozze imminenti (parte 1)     | 12 gennaio 1981  | 15 settembre 1982 |
| 2  | Oil - Part 2                 | Nozze imminenti (parte 2)     | 12 gennaio 1981  | 15 settembre 1982 |
| 3  | Oil - Part 3                 | Nozze imminenti (parte 3)     | 12 gennaio 1981  | 15 settembre 1982 |
| 4  | The Honeymoon                | Crisi                         | 19 gennaio 1981  | 17 settembre 1982 |
| 5  | The Dinner Party             | Patto segreto                 | 26 gennaio 1981  | 22 settembre 1982 |
| 6  | Fallon's Wedding             | Il prezzo della verità        | 2 febbraio 1981  | 24 settembre 1982 |
| 7  | The Chauffeur Tells a Secret | Un tenero sentimento          | 16 febbraio 1981 | 29 settembre 1982 |
| 8  | The Bordello                 | Un aiuto insperato            | 23 febbraio 1981 | 1º ottobre 1982   |
| 9  | Krystle's Lie                | Amare sorprese                | 2 marzo 1981     | 6 ottobre 1982    |
| 10 | The Necklace                 | Nasce un amore                | 2 marzo 1981     | 8 ottobre 1982    |
| 11 | The Beating                  | Inganni                       | 9 marzo 1981     | 13 ottobre 1982   |
| 12 | The Birthday Party           | Un compleanno indimenticabile | 16 marzo 1981    | 15 ottobre 1982   |
| 13 | The Separation               | Incidente mortale             | 23 marzo 1981    | 20 ottobre 1982   |
| 14 | Blake Goes to Jail           | Processo per omicidio         | 13 aprile 1981   | 22 ottobre 1982   |
| 15 | The Testimony                | Colpo di scena                | 20 aprile 1981   | 27 ottobre 1982   |

Cast regolare:

Inizio di una dinastia.
Episodio 3, Nozze imminenti (parte 3).

- Pamela Bellwood (Claudia Blaisdel)
- Al Corley (Steven Carrington)
- Linda Evans (Krystle Carrington)
- John Forsythe (Blake Carrington)
- Bo Hopkins (Matthew Blaisdel)
- John James (Jeff Colby)
- Katy Kurtzman (Lindsay Blaisdel)
- Pamela Sue Martin (Fallon Carrington Colby)
- Wayne Northrop (Michael Culhane)
- Dale Robertson (Walter Lankershim)

## Nozze imminenti (parte 1)
- Titolo originale: Oil - Part 1
- Diretto da: Ralph Senensky
- Scritto da: Richard Shapiro e Esther Shapiro

### Trama
Denver, Colorado. Il magnate del petrolio Blake Carrington e la sua ex-segretaria, Krystle Grant Jennings, stanno per sposarsi. Intanto, l'ex-amante di Krystle, Matthew Blaisdel, che lavora come geologo per Blake Carrington, viene mandato via dal Medio Oriente, dopo quasi due anni di lavoro, e torna a Denver. Qui incontra casualmente Krystle e i due si rendono conto che c'è ancora del tenero fra di loro. Krystle così comincia ad avere dei dubbi sul suo imminente matrimonio con Blake. Anche Steven e Fallon, i figli di Blake, tornano a Denver e subito Blake e Steven hanno degli screzi, a causa dell'omosessualità del figlio. Fallon invece comincia a dare del filo da torcere a Krystle, vista come un'intrusa e usurpatrice dell'amore che Blake prova per sua figlia. Matthew Blaisdel prova invece a rintracciare la fragile moglie Claudia dimessa da poco da una clinica per malattie mentali.
- Special guest star: Lee Bergere (Joseph Anders), Lloyd Bochner (Cecil Colby), Peter Mark Richman (Andrew Laird)
- Altri interpreti: Jerry Ayres (Tom), Molly Cheek (Doris), Betty Hartford (Signora Gunnerson), Virginia Hawkins (Jeannette), Paul Jenkins (Ed), Stepfanie Kramer (Melanie), Ken Martinez (Bobby), Tisch Raye (Sarah Pat), Madlyn Rhue (Lucy)
- Note: Secondo un sondaggio telefonico effettuato da Rete 4, questo e i due episodi seguenti furono seguiti da 5 milioni di telespettatori, contro i 3.554.000 spettatori che avevano seguito una replica di Dallas su Canale 5.[13]

## Nozze imminenti (parte 2)
- Titolo originale: Oil - Part 2
- Diretto da: Ralph Senensky
- Scritto da: Richard Shapiro e Esther Shapiro

### Trama
Matthew e sua figlia Lindsay vanno a far visita a Claudia nella casa di cura dove quest'ultima è ricoverata, ma scoprono che la donna è stata dimessa un mese prima e che lavora come cameriera in un ristorante. Quando l'uomo la rintraccia, le chiede di tornare a vivere con lui e la loro figlia.
Mentre i preparativi per il matrimonio tra Blake e Krystle sono in pieno svolgimento, Andrew Laird, avvocato di Blake, fa firmare a Krystle un contratto con il quale lei rinuncia a qualunque diritto in caso di divorzio. Per cercare di acquietare i contrasti con suo figlio Steven, Blake gli propone di lavorare per lui, ma Steven rifiuta.
- Special guest star: Lee Bergere (Joseph Anders), Lloyd Bochner (Cecil Colby), Peter Mark Richman (Andrew Laird)
- Altri interpreti: Jerry Ayres (Tom), Molly Cheek (Doris), Betty Hartford (signora Gunnerson), Virginia Hawkins (Jeannette), Paul Jenkins (Ed), Stepfanie Kramer (Melanie), Ken Martinez (Bobby), Tisch Raye (Sarah Pat), Madlyn Rhue (Lucy)

## Nozze imminenti (parte 3)
- Titolo originale: Oil - Part 3
- Diretto da: Ralph Senensky
- Scritto da: Richard Shapiro e Esther Shapiro

### Trama
Finalmente il matrimonio tra Blake e Krystle viene celebrato. Durante il ricevimento, Cecil Colby, zio di Jeff, e rivale di Blake Carrington, corteggia Fallon e i due si appartano in una delle camere di Villa Carrington. Intanto, avviene un incidente in uno dei pozzi petroliferi di Walter Lankershim, amico di Matthew e debitore di Blake. Quando l'uomo capisce che il pozzo è stato sabotato, si reca al ricevimento di Blake con una pistola. Quando Matthew prende le difese di Walter, Blake lo licenzia.
- Special guest star: Lee Bergere (Joseph Anders), Lloyd Bochner (Cecil Colby), Peter Mark Richman (Andrew Laird)
- Altri interpreti: Jerry Ayres (Tom), Barry Cahill (Milburn), Molly Cheek (Doris), Davey Davison (Margaret), Connie Hill (Lisa), Bebe Kelly (Alice), Stepfanie Kramer (Melanie), Judy Levitt (Marion), Vernon Weddle (signor Afferton)

## Crisi
- Titolo originale: The Honeymoon
- Diretto da: Robert C. Thompson
- Scritto da: Chester Krumholz (soggetto); Chester Krumholz ed Edward DeBlasio[14] (sceneggiatura)

### Trama
Blake e Krystle devono interrompere la loro luna di miele a causa di un'improvvisa crisi in Medio Oriente che si sta abbattendo anche sulla Denver Carrington. Anche Walter deve affrontare dei problemi quando i suoi operai decidono di abbandonare il pozzo su cui stanno lavorando. Matthew e Steven si fanno assumere da Walter per cercare di aiutarlo. Claudia si reca al pozzo dove sta lavorando Matthew e qui conosce Steven e i due simpatizzano subito. Krystle ha le sue difficoltà nel farsi rispettare dal personale della famiglia Carrington. Solo il duro intervento di Blake, risolve la situazione. Nel frattempo, Cecil Colby fa una proposta a Fallon: aiuterà l'azienda di suo padre solo se lei sposerà suo nipote Jeff. La donna accetta.
- Special guest star: Lloyd Bochner (Cecil Colby), Peter Mark Richman (Andrew Laird)
- Altri interpreti: Jerry Ayres (Tom), Lee Bergere (Joseph Anders), Linda Dangcil (Concepcion), Robert Davi (Amos), Betty Harford (signora Gunnerson), Virginia Hawkins (Jeanette Robbins), Ken Martinez (Bobby), Paul Napier (Leon), Alexander Petale (Peter), Paul Sorenson (Rigger)

## Patto segreto
- Titolo originale: The Dinner Party
- Diretto da: Don Medford
- Scritto da: Chester Krumholz

### Trama
Per ringraziare Matthew per aver dato un lavoro a suo figlio Steven, Blake lo invita a cena insieme a sua moglie Claudia e a Walter Lankershim. Durante la cena, Steven e Claudia si conoscono meglio. Fallon, intanto, in accordo con Cecil Colby, accetta le avance di Jeff. Mentre i due si trovano in piscina, dopo aver fumato uno spinello, Fallon sente Matthew confidare a Krystle di essere ancora innamorato di lei.
- Special guest star: Lloyd Bochner (Cecil Colby)
- Altri interpreti: Mace Barrett (Vince Harrison), Barbara Beckley (Marion Loomis), Lee Bergere (Joseph Anders), Mickey Cherney (Henry MacReady), William Cort (James Beaumont), Betty Harford (signora Gunnerson), Virginia Hawkins (Jeanette Robbins), Paul Jenkins (Ed), Stacy Keach Sr. (Tom Loomis), Kiva Lawrence (Tess Harrison), Ken Martinez (Bobby), Don Matheson (Frank Carter), Jennifer Nairn-Smith (Elaine Carter), Paul Napier (Leon), Alan Pass (Gerald), Rachel Ward (Edna MacReady)

## Il prezzo della verità
- Titolo originale: Fallon's Wedding
- Diretto da: Philip Leacock
- Scritto da: Edward DeBlasio[14]

### Trama
Blake è costretto ad accettare il prestito da parte di Cecil Colby per superare i problemi economici della sua azienda. Intanto, Steven riceve la visita del suo ex compagno Ted Dinard. Quando uno degli operai del pozzo petrolifero di Walter sorprende i due in un ristorante, e fa delle illazioni sul loro rapporto, Steven ammette con Matthew di essere omosessuale. Anche se Cecil ha messo al corrente Blake dell'imminente matrimonio tra Jeff e sua figlia, Fallon è ancora molto titubante e preferirebbe piuttosto sposare Cecil. Intanto Blake scopre che qualcuno ha dato del denaro a Matthew per finanziare le sue trivellazioni e chiede al suo autista, Michael Culhane, di scoprire chi è stato. Durante la notte, Fallon e Jeff si recano a Las Vegas e si sposano.
- Special guest star: Lloyd Bochner (Cecil Colby)
- Altri interpreti: Jerry Ayres (Tom), Lee Bergere (Joseph Anders), Virginia Hawkins (Jeanette Robbins), Paul Jenkins (Ed), Ken Martinez (Bobby), Cliff Murdock (Hardesty), Kathryn Leigh Scott (Jennifer), Mark Withers (Ted Dinard)

## Un tenero sentimento
- Titolo originale: The Chauffeur Tells a Secret
- Diretto da: Ralph Senensky
- Scritto da: Edward DeBlasio[14]

### Trama
Fallon e Jeff chiedono a Blake se possono continuare a vivere a Villa Carrington. Intanto, Michael, che aveva una relazione con Fallon, preso dalla gelosia, riesce ad estorcere dalla segretaria di Cecil Colby tutta la verità sul matrimonio improvviso di Fallon. Quando racconta a Blake dell'accordo, l'uomo rimprovera duramente sua figlia. Steven viene invitato a cena da Matthew. Rimasto solo con Claudia, e accomunati da problematiche simili all'interno delle loro rispettive famiglie, i due si baciano.
- Altri interpreti: Jerry Ayres (Tom), Ben Marino (Frank), Tony O'Dell (Christopher), Rick Lenz (Dottor Jordan), Kathryn Leigh Scott (Jennifer)

## Un aiuto insperato
- Titolo originale: The Bordello
- Diretto da: Philip Leacock
- Scritto da: Edward DeBlasio[14]

### Trama
Dopo l'ennesima derisione da parte dei suoi colleghi di lavoro sulla sua omosessualità, Steven viene accompagnato da Walter in un bordello per fargli fare la sua prima esperienza sessuale con una donna, ma il ragazzo si rifiuta. Allo stesso tempo, dopo un incidente al pozzo di Matthew e Walter, Steven viene accusato di averlo sabotato e perde il lavoro. In realtà, il pozzo è stato sabotato da un altro operaio, su richiesta di Blake che ora potrebbe appropriarsi del pozzo offrendo del denaro ai due ex-soci. Quando Krystle viene a sapere delle difficoltà economiche di Matthew prepara un piano. Fa fare una copia di una collana di smeraldi regalatale da Blake e ne vende l'originale, così da poter dare il denaro al suo ex-amante.
- Special guest star: Peter Mark Richman (Andrew Laird)
- Altri interpreti: Jerry Ayres (Tom), Molly Cheek (Doris), Betty Harford (signora Gunnerson), Virginia Hawkins (Jeanette Robbins), Paul Jenkins (Ed), Stepfanie Kramer (Melanie), Ken Martinez (Bobby), Tisch Raye (Sarah Pat Beecham), Madlyn Rhue (Lucy)

## Amare sorprese
- Titolo originale: Krystle's Lie
- Diretto da: Don Medford
- Scritto da: Edward DeBlasio[14]

### Trama
Matthew scopre il vero sabotatore del suo pozzo e offre a Steven il suo vecchio posto, ma il ragazzo rifiuta. Intanto, Claudia viene a sapere della relazione che Matthew ha avuto con Krystle. Ted, l'ex-compagno di Steven, cerca di contattarlo ma Fallon glielo impedisce. Blake scopre che Krystle sta prendendo la pillola anticoncezionale e che quindi non vuole avere dei figli. Ubriaco e arrabbiato, l'uomo la violenta.
- Altri interpreti: Jerry Ayres (Tom), Molly Cheek (Doris), Betty Harford (signora Gunnerson), Virginia Hawkins (Jeanette Robbins), Dawn Jeffory (Tania), Paul Jenkins (Ed), Timothy Waine (impiegato), Mark Withers (Ted Dinard)

## Nasce un amore
- Titolo originale: The Necklace
- Diretto da: Philip Leacock
- Scritto da: Edward DeBlasio[14]

### Trama
Blake si scusa con Krystle per il suo pessimo comportamento e la donna lo perdona. Michael scopre della collana impegnata da Krystle e lo racconta a Fallon. Intanto, Matthew e Walter trovano finalmente il petrolio. Non riuscendo a superare la notizia che Matthew e Krystle avevano una relazione, Claudia si lascia avvicinare da un altro uomo in un bar, ma quando la donna rinsavisce chiama Steven. Fallon cerca di mettere in difficoltà la sua matrigna chiedendole in prestito la sua collana di smeraldi.
- Altri interpreti: Jerry Ayres (Tom), Robert Burton (Larry Atkins), Dawn Jeffory (Tania), Jack Kutcher (barista), Rick Lenz (Dottor Jordan), Ben Marino (Frank), Ken Martinez (Bobby), Tony O'Dell (Christopher), Patrick Wright (Buck)

## Inganni
- Titolo originale: The Beating
- Diretto da: Don Medford
- Scritto da: Edward DeBlasio[14]

### Trama
Jeff torna dal Medio Oriente, dove era andato per conto della Denver Carrington, ma il suo matrimonio con Fallon comincia a essere minato da continui litigi. Steven decide di lavorare per suo padre ma lascia la villa di famiglia e si trasferisce in un appartamento tutto suo. Blake viene a sapere che tra Michael e Fallon c'era una relazione sessuale e assolda degli individui per far dare una lezione al suo autista. Intanto Lindsay scopre che sua madre e Steven sono diventati amanti.
- Special guest star: Brian Dennehy (Jake Dunham)
- Altri interpreti: Ken Martinez (Bobby), Tony O'Dell (Christopher), Bonwitt St. Claire (Louise Dunham)

## Un compleanno indimenticabile
- Titolo originale: The Birthday Party
- Diretto da: Burt Brinckerhoff
- Scritto da: Edward DeBlasio[14], Richard Shapiro

### Trama
Blake scopre che Krystle ha impegnato la sua collana. L'uomo non glielo rivela ma inizia a fare insinuazioni in sua presenza. Jeff viene a sapere che il suo matrimonio è il frutto di un accordo e mette in imbarazzo Fallon e suo zio durante una festa di compleanno che Blake ha dato per Cecil. Intanto, Ted cerca in tutti i modi di tornare nella vita di Steven. Matthew dà indietro a Krystle il denaro che lei gli aveva prestato. La donna prova a ricomprare la sua collana al banco dei pegni ma apprende che è stata venduta.
- Special guest star: Lloyd Bochner (Cecil Colby), Peter Mark Richman (Andrew Laird)
- Altri interpreti: Barbara Beckley (Emily Laird), Lee Bergere (Joseph Anders), Curt Lowens (Lokert), Sandra McCabe (Bethany), Mark Withers (Ted Dinard)

## Incidente mortale
- Titolo originale: The Separation
- Diretto da: Gabrielle Beaumont
- Scritto da: Edward DeBlasio[14]

### Trama
Krystle capisce che è stato Blake a ricomprare la sua collana al banco dei pegni e affronta l'uomo. I due discutono e la donna decide di lasciarlo. Steven dice a Claudia che ha trascorso la notte con Ted, ma che è intenzionato a chiudere la relazione con tutti e due. Mentre Steven è a Villa Carrington, Ted va a trovarlo. Steven gli dice di voler chiudere con lui e i due si abbracciano per dirsi addio. In quell'istante, arriva Blake che si infuria e si scaglia contro Ted, uccidendolo.
- Guest Star: Ferdy Mayne (Channing), Mark Withers (Ted Dinard)
- Altri interpreti: Lee Bergere (Joseph Anders), Betty Harford (signora Gunnerson), Virginia Hawkins (Jeanette Robbins)

## Processo per omicidio
- Titolo originale: Blake Goes to Jail
- Diretto da: Don Medford
- Scritto da: Edward DeBlasio[14]

### Trama
Blake viene arrestato per la morte di Ted e finisce sotto processo. Il procuratore distrettuale che si occupa del caso è Jake Dunham, un amico di Matthew e Claudia, al quale Blake non piace. Quando Krystle sente quello che è accaduto a suo marito, torna a Villa Carrington per stargli vicino. Fallon - che era presente al momento dell'incidente - mente durante il processo ma viene screditata dalla testimonianza di Steven.
- Special guest star: Brian Dennehy (Jake Dunham), Peter Mark Richman (Andrew Laird)
- Altri interpreti: Lee Bergere (Joseph Anders), Colby Chester (Bill), Virginia Hawkins (Jeanette Robbins), Lloyd Haynes (giudice Horatio Quinlan), Paul Jenkins (Ed), Eugene Peterson (Natale), George Skaff (Wells)

## Colpo di scena
- Titolo originale: The Testimony
- Diretto da: Don Medford
- Scritto da: Edward DeBlasio[14]

### Trama
Durante il processo a Blake, molti segreti vengono svelati. Claudia, ad esempio, deve affermare in tribunale che tra lei e Steven c'era del tenero. Il fatto fa infuriare Matthew che aggredisce Blake e finisce in cella. Claudia, sempre più fragile, decide di abbandonare suo marito portando via con sé Lindsay. Durante la fuga, l'auto della donna sbanda e Claudia rimane ferita. Intanto, al processo, il procuratore Dunham chiama a testimoniare una misteriosa donna.
- Special guest star: Brian Dennehy (Jake Dunham), Peter Mark Richman (Andrew Laird)
- Altri interpreti: Lee Bergere (Joseph Anders), Colby Chester (Bill), Lloyd Haynes (giudice Horatio Quinlan), Tisch Raye (Sarah Pat Beecham), Maggie Wickman (Alexis Carrington).